# Karl Kjellander
Karl Fredrik Kjellander, född 8 augusti 1869 i Grava socken, död 18 november 1955, var en svensk affärsman och organisatör inom detaljhandeln.
Karl Kjellander var son till lantbrukaren Bengt Jonsson. Efter mogenhetsexamen i Karlstad och praktik på apotek blev Kjellander farmacie kandidat 1894 och anställdes på apoteket i Tumba. Han övergick 1901 till AB Wilh. Becker i Stockholm, blev 1905 disponent och 1917 direktör i företaget. Livligt intresserad av färghandlarnas organiserande var han 1907–1918 sekreterare i Färg-, drog- och kemikaliehandlarnas förening. När Sveriges färghandlares riksförbund 1919 huvudsakligen på hans initiativ bildades, blev han förbundets VD, och kvarstod som sådan till 1942. Kjellander grundade branschorganet Svensk färgteknisk tidskrift och var dess utgivare 1909–1942. Som färghandelns talesman innehade han flera offentliga uppdrag, bland annat i de kommittéer som 1909–1913 utarbetade apoteksvarustadgan, i 1932–1934 års apotekssakkunniga, som sakkunnig ledamot av Kontrollstyrelsen och ledamot av Medicinalstyrelsens specialitetsnämnd 1934–1941. 1943 års giftstadga vilade till stor del på ett av honom utarbetat förslag. Han utgav även flera läroböcker i ämnet, bland annat Svensk drogisthandbok, Den svenske färghandlaren, Färghandelns varukännedom med flera.